# Vedisch Sanskriet
Het vedisch Sanskriet is een taal die werd gesproken van het 2e tot het 1e millennium v.Chr., onder andere tijdens de vedische tijd. De Veda's – de oudste shruti-teksten die tussen het midden van het 2e en het 1e millennium v.Chr. ontstonden – zijn in deze taal opgesteld. Het vedisch Sanskriet is de directe voorloper van het klassieke Sanskriet en waarschijnlijk een rechtstreekse dochtertaal van het Proto-Indo-Iranisch. De shrauta-traditie heeft ervoor gezorgd dat het vedisch Sanskriet ook in gesproken vorm bewaard is gebleven. Het vedisch Sanskriet is nauw verwant aan het Avestisch.

## Geschiedenis
|                                        | West                                                                    | Centraal | Oost                                  | Zuid               |
| -------------------------------------- | ----------------------------------------------------------------------- | --- | ------------------------------------- | ------------------ |
| 1 Rigveda                              | Rigveda-Samhita                                                         | |                                       |                    |
| 2 andere samhita's (mantra-taal)       | Rigveda-Khila Atharvaveda-Samhita (Paippalada-Samhita) Samaveda-Samhita | Atharvaveda-Samhita Zwarte Yajoerveda: Taittiriya-Samhita Katha-Samhita | Vajasaneyi-Samhita                    |                    |
| 2 andere samhita's (mantra-taal)       | Maitrayani-Samhita (zwarte Yajoerveda)                                  | Atharvaveda-Samhita Zwarte Yajoerveda: Taittiriya-Samhita Katha-Samhita | Vajasaneyi-Samhita                    |                    |
| 3 Yajoerveda-Samhita-proza             |                                                                         | |                                       |                    |
| 4 Brahmana's, Aranyaka's en Upanishads | Aitareya-Brahmana Sadvimsha-Brahmana Katha-Aranyaka                     | Taittiriya-Brahmana Kaushitaki-Brahmana Shatapatha-Brahmana, Kanva-recensio Vadhula-Brahmana (Anvakhyana) Shankhayana-Aranyaka Taittiriya-Aranyaka Baudhayana-Shrautasoetra | Aitareya-Brahmana Shatapatha-Brahmana | Jaiminiya-Brahmana |
| 4 Brahmana's, Aranyaka's en Upanishads | Aitareya-Brahmana Sadvimsha-Brahmana Katha-Aranyaka                     | Upanishads |                                       | Jaiminiya-Brahmana |
| 5 late vedische soetra's               |                                                                         | Baudhayana-Shrautasoetra Apastamba-Dharmasoetra Apastamba-Shrautasoetra Hiranyakeshi-Shrautasoetra Kaushika-Soetra                                                          | Katyayana-Shrautasoetra               |                    |
| 5 late vedische soetra's               | Grihyasoetra's Nirukta                                                  | |                                       |                    |

Het vedisch Sanskriet is door Michael Witzel diachronisch in vijf fasen onderverdeeld::121-127
1. De taal van de Rigveda. Deze vedische teksten bevatten Indo-Iraanse taalelementen die elders niet aanwezig zijn en waren rond de 12e eeuw v.Chr. waarschijnlijk grotendeels voltooid.
2. De mantra-taal, waarin onder andere de Atharvaveda, de Khilani, de Samaveda en de Yajoerveda zijn geschreven. In deze teksten is onder andere het woord viśva (alle) veranderd in sarva. Ook wordt kuru- de nieuwe tegenwoordige tijd van het werkwoord kar- (maken, doen). De periode van deze taal loopt tot de 12e eeuw v.Chr. en komt overeen met het IJzeren Tijdperk in het noordwesten van India en met het tijdperk van het Kuru-koninkrijk.
3. De taal van de Samhita-proza (11e - 8e eeuw v.Chr.). Ook het laatste deel van de Yajoerveda is in deze periode geschreven.
4. De taal van de Brahmana's (9e - 6e eeuw v.Chr.).
5. De soetra-taal, waarvan de periode ongeveer tot de 5e eeuw v.Chr. loopt. Deze periode omvat het grootste deel van de shrauta- en grihyasoetra's en een deel van de Upanishads.

Dit werd gevolgd door het episch Sanskriet. In het 1e millennium v.Chr. ontstonden lokale dialecten, de prakrits. Rond de 4e eeuw v.Chr. legde Pāṇini de grammatica van het Sanskriet vast.
Witzel heeft ook de nodige teksten te weten lokaliseren. Hij heeft een indeling gemaakt in westelijk Noord-India (Punjab, Haryana), centraal Noord-India (Uttar Pradesh), oostelijk Noord-India (noordelijk Bihar) en zuidelijk Noord-India (tussen de Yamuna/Ganges en het Vindhyagebergte.:57-59

## Verschillen met het klassiek Sanskriet

### Fonologie
- Het vedisch Sanskriet had bepaalde kenmerken van een toontaal; zo kende het een toonaccent en hadden verschillende intonaties een betekenisonderscheidende functie, net als in bijvoorbeeld de hedendaagse Chinese talen. In de tijd van Pāṇini bestond dit systeem nog. In de tijd van de Rig-Veda kwamen onafhankelijke svarita 's en udātta 's voor.
- Het vedisch Sanskriet had een stemloze bilabiale fricatief [ɸ]? met de naam upadhmānīya en een velare fricatief [x]? met de naam jihvamuliya.
- Het vedisch Sanskriet had een retroflexe laterale approximant /ɭ/?) (ळ) en de geaspireerde /ɭʰ/? (ळ्ह). In het klassiek Sanskriet werden deze klanken vervangen door de overeenkomende plosieven /ɖ/? (ड) en /ɖʱ/? (ढ).
- De klanken e (ए) en o (ओ) werden uitgesproken als de diftongen /ai/? en /au/?. In het klassiek Sansriet vond monoftongering van deze klanken tot /eː/? en /oː/? plaats.
- De klanken ai (ऐ) en au (औ) werden uitgesproken als de hiaten /aːi/? (आइ) en /aːu/? (आउ). In het klassiek Sanskriet vond diftongering van deze klanken tot /ai/? (अइ) en /au/? (अउ) plaats.
- Vermoed wordt dat dentale medeklinkers afhankelijk als alveolaren (dantamūlīya) werden gearticuleerd. De /r/?, werd later retroflex.
- Het vedisch Sanskriet kende trimoraïsche pluti-klinkers. Deze klinkers zijn gedurende de middenperiode van het vedisch Sanskriet verdwenen.

### Grammatica
- Tijdens de mantra-periode verdwenen onder andere de conjunctief en injunctief uit de Sanskriete grammatica. In de beschrijvende grammatica van Pāṇini wordt al geen melding meer gemaakt van de conjunctief in het Sanskriet.
- In de vroegste fasen van het vedisch Sanskriet konden de conjunctief en optatief ook in alle tijden vervoegd worden, iets wat in latere fasen van het Sanskriet niet meer het geval was.
- In de eerste fase van het vedisch Sanskriet werd nog een duidelijk onderscheid gemaakt tussen imperfectum, perfectum en aoristus. In latere fasen van het Sanskriet is dit onderscheid vervaagd, de aoristus is zelfs helemaal verdwenen (in het Oudgrieks is deze vorm bewaard gebleven).
- Het vedisch Sanskriet kende niet minder dan twaalf infinitieven voor elk werkwoord. Het klassieke Sanskriet heeft hiervan slechts één vorm overgehouden.
- Bij de overgang van het vedisch naar het klassieke Sanskriet vond een proces plaats dat vergelijkbaar was met tmesis in het Oudgrieks; woorden die voorheen vrije morfemen waren die overal in de zin konden voorkomen werden vanaf toen als prefixen aan de werkwoorden vastgehecht.